# Piet Allegaert
Piet Allegaert (ur. 20 stycznia 1995 w Moorslede) – belgijski kolarz szosowy.

## Osiągnięcia
Opracowano na podstawie:
2013
- 3. miejsce w mistrzostwach Belgii juniorów (start wspólny)
- 3. miejsce w Oberösterreich Juniorenrundfahrt

2017
- 1. miejsce w klasyfikacji górskiej Driedaagse Brugge-De Panne

2019
- 1. miejsce w Tour de l’Eurométropole

2021
- 2. miejsce w Tro Bro Leon

2022
- 3. miejsce w Cholet-Pays de la Loire

## Rankingi
| Rok             | 2016  | 2017  | 2018  | 2019 | 2020 | 2021 | 2022 | 2023 | 2024 |
| --------------- | ----- | ----- | ----- | ---- | ---- | ---- | ---- | ---- | ---- |
| World Ranking   | 1850. | 1256. | 1011. | 210. | 362. | 141. | 107. | 386. | 370. |
| UCI Europe Tour | 1224. | 1404. | 1044. | 176. | 296. | 120. | 90.  | -    | -    |
|                 |       |       |       |      |      |      |      |      |      |
| Źródło: UCI     |       |       |       |      |      |      |      |      |      |